# Ceylonaltica saueri
Ceylonaltica saueri là một loài bọ cánh cứng trong họ Chrysomelidae. Loài này được Doeberl miêu tả khoa học năm 1997.